# Transistor òptic
Un transistor òptic, també conegut com a interruptor òptic o vàlvula de llum, és un dispositiu que commuta o amplifica senyals òptics. La llum que es produeix a l'entrada d'un transistor òptic canvia la intensitat de la llum emesa per la sortida del transistor mentre que la potència de sortida és subministrada per una font òptica addicional. Com que la intensitat del senyal d'entrada pot ser més feble que la de la font, un transistor òptic amplifica el senyal òptic. El dispositiu és l'analògic òptic del transistor electrònic que constitueix la base dels dispositius electrònics moderns. Els transistors òptics proporcionen un mitjà per controlar la llum utilitzant només llum i tenen aplicacions en informàtica òptica i xarxes de comunicació de fibra òptica. Aquesta tecnologia té el potencial de superar la velocitat de l'electrònica, tot conservant més poder.
Com que els fotons de manera inherent no interaccionen entre ells, un transistor òptic ha d'emprar un medi operatiu per mediar les interaccions. Això es fa sense convertir els senyals òptics en electrònics com a pas intermedi. S'han proposat i demostrat experimentalment implementacions amb diversos mitjans operatius. Tanmateix, la seva capacitat per competir amb l'electrònica moderna és limitada actualment.
Els transistors òptics es podrien utilitzar per millorar el rendiment de les xarxes de comunicació de fibra òptica. Encara que s'utilitzen cables de fibra òptica per transferir dades, tasques com l'encaminament del senyal es fan electrònicament. Això requereix una conversió òptica-electrònica-òptica, que formen colls d'ampolla. En principi, el processament i l'encaminament del senyal digital totalment òptics es poden aconseguir mitjançant transistors òptics disposats en circuits integrats fotònics. Els mateixos dispositius es podrien utilitzar per crear nous tipus d'amplificadors òptics per compensar l'atenuació del senyal al llarg de les línies de transmissió.

## Imlementacions
S'han proposat diversos esquemes per implementar transistors totalment òptics. En molts casos, s'ha demostrat experimentalment una prova de concepte. Entre els dissenys es troben els basats en:
- transparència induïda electromagnèticament:
  - en una cavitat òptica o microressonador, on la transmissió està controlada per un flux més feble de fotons de porta.
  - a l'espai lliure, és a dir, sense ressonador, abordant estats de Rydberg que interactuen fortament.
- un sistema d'excitons indirectes (compost per parells d'electrons lligats i forats en pous quàntics dobles amb un moment dipolar estàtic). Els excitons indirectes, que es creen per la llum i es desintegren per emetre llum, interaccionen fortament a causa de la seva alineació dipol.
- un sistema de polaritons de microcavitat (exciton-polaritons dins d'una microcavitat òptica) on, de manera similar als transistors òptics basats en excitons, els polaritons faciliten interaccions efectives entre fotons.
- cavitats de cristall fotònic amb un mitjà de guany Raman actiu.
- L'interruptor de cavitat modula les propietats de la cavitat en el domini del temps per a aplicacions d'informació quàntica.
- cavitats basades en nanofils que utilitzen interaccions polaritònics per a la commutació òptica.
- microanells de silici col·locats en el camí d'un senyal òptic. Els fotons de la porta escalfen el microanell de silici provocant un canvi en la freqüència de ressonància òptica, donant lloc a un canvi en la transparència a una freqüència determinada del subministrament òptic.
- una cavitat òptica de doble mirall que conté uns 20.000 àtoms de cesi atrapats per mitjà de pinces òptiques i refrigerats per làser fins a uns quants microkelvin. El conjunt de cesi no va interactuar amb la llum i, per tant, era transparent. La durada d'un viatge d'anada i tornada entre els miralls de la cavitat era igual a un múltiple enter de la longitud d'ona de la font de llum incident, permetent que la cavitat transmetés la llum de la font. Els fotons del camp de llum de la porta van entrar a la cavitat des del costat, on cada fotó va interactuar amb un camp de llum de "control" addicional, canviant l'estat d'un sol àtom perquè ressonés amb el camp òptic de la cavitat, cosa que canviava la longitud d'ona de ressonància del camp i bloquejava la transmissió de el camp d'origen, "canviant" així el "dispositiu". Mentre l'àtom canviat no s'identifica, la interferència quàntica permet recuperar el fotó de la porta del cesi. Un sol fotó de porta podria redirigir un camp d'origen que contingués fins a dos fotons abans que s'impedeixi la recuperació del fotó de la porta, per sobre del llindar crític per obtenir un guany positiu.